# Thelypteris alan-smithiana
Thelypteris alan-smithiana là một loài dương xỉ trong họ Thelypteridaceae. Loài này được L.D. Gómez mô tả khoa học đầu tiên năm 1982.